# Веселий Олександр Дмитрович
Олекса́ндр Дми́трович Весе́лий — український волонтер, учасник російсько-української війни, що відзначився під час російського вторгнення в Україну в 2022 році.

## Кар'єра та бізнес
1999—2008 рр. — співвласник ТОВ «Діамант» (лісопильне виробництво, Чернігівська область);
з 2008 р. — директор та власник компанії ТОВ «Паритет Нео» (транспортна агенція, Чернігівська область);
2002—2016 рр. — директор та власник Приватного виробничо-торгівельного підприємства «Яна» (оптова торгівля зерновими, Чернігівська область);
з 2003 р. — директор компанії та елеватора ПСП «ЯНА ПЛЮС» (Чернігівська область);
2005—2009 р. — власник ПСП «ЯНА ПЛЮС»;
з жовтня 2016 р. — співвласник компанії ПВТП «Яна», яка входить до групи компаній «Агростудіо груп»;
з березня 2019 р. — співвласник компанії ПП «Нива-Імпульс» (вирощування зернових, Чернігівська область).

## Освіта
Вища.

## Суспільно-політична діяльність
2010—2015 рр. — депутат Чернігівської обласної ради 6 скликання від партії «Сильна Україна», член постійної комісії з питань бюджету та фінансів.

## Нагороди
- орден «За мужність» III ступеня (2022) — за особисті заслуги у захисті державного суверенітету та територіальної цілісності України, мужність і самопожертву у волонтерській діяльності.